# تيماء (اسم)
تيماء هو اسم علم مؤنث من أصل عربي، ومعناه هو خفيف النطق ثقيل المعنى، لأن السهاد الأرق والامتناع عن النوم.

## شخصيات تحمل الاسم
- تيماء جارية خزيمة بن خازم النهشلي

## وصلات خارجية
- موسوعة السلطان قابوس لأسماء العرب نسخة محفوظة 5 أبريل 2019 على موقع واي باك مشين.